# Ennerre
Ennedue o N2 es una compañía italiana de vestimenta deportiva, nacida como Ennerre o NR de las iniciales del fundador, Nicola Raccuglia.
Actualmente la marca confecciona la indumentaria del fútbol profesional masculino del Club Atlético Defensores de Belgrano, equipo que milita en la Primera B Nacional, segunda división del fútbol argentino y la indumentaria del Club Deportivo Español de Buenos Aires, equipo que milita en la Primera C, cuarta categoría para los equipos directamente afiliados a la Asociación del Fútbol Argentino. 

## Historia
Fundado en el 1972 de Nicola Raccuglia, entre los años 70 y 90 la marca Ennedue, nacidos años antes al igual que NR Ennerre, ha sido patrocinador técnico de numerosos equipos de fútbol italiano del calibre de Bolonia, Fiorentina, Lazio, Milan, Nápoles, Palermo, Pescara, Reggiana, Roma, Sampdoria y Venecia. A nivel internacional Ennerre ha vestido también a clubes tales como Kashima Antlers, Nueva York Cosmos, Rapid Bucarest , Toronto Blizzard, Danubio F. C. , Defensor Sporting además de haber abastecido material técnico para diversas nacionales al igual que Costa de Marfil, Italia, Paraguay y Uruguay.

### Otros deportes
Además de al fútbol, a mitad de los años 80 Ennerre se ocupó de suministros deportivos para el básquet, vistiendo equipos de Series A y A2 al igual que American Eagle Rieti, Banco de Roma, Facar Pescara, Mulat Nápoles y OTC Livorno.
Ennerre ha estado además presente como patrocinador técnico de la Nacional Italiano Fútbol Actores y como proveedor oficial de vestimenta deportiva en película de los años 80 inspirada en el mundo del fútbol como "El tifoso, el árbitro y el futbolista", "Paulo Roberto Cotechiño centravanti de sfondamento", "El entrenador en la pelota" y "Medio derecho medio siniestro - 2 futbolistas sin pelota". Ennedue ha sido también y proveedor de material deportivo en la película de Pupi Avati "Último diminuto".